# Щербанівська сільська рада (Вознесенський район)
Щербані́вська сільська́ ра́да — адміністративно-територіальна одиниця та орган місцевого самоврядування в Вознесенському районі Миколаївської області. Адміністративний центр — село Щербані.

## Загальні відомості
- Населення ради: 2 885 осіб (станом на 2001 рік)

## Населені пункти
Сільській раді підпорядковані населені пункти:
- с. Щербані
- с. Новоукраїнка
- с. Троїцьке
- с. Шевченко

## Склад ради
Рада складається з 16 депутатів та голови.
- Голова ради: Чагін Олександр Андрійович
- Секретар ради: Хандучко Людмила Олександрівна

### Керівний склад попередніх скликань
| Прізвище, ім'я, по батькові | Основні відомості                                                         | Дата обрання | Дата звільнення |
| --------------------------- | ------------------------------------------------------------------------- | ------------ | --------------- |
| Бакунець Петро Климович     | Сільський голова, 1954 року народження, безпартійний                      | 26.03.2006   | 31.10.2010      |
| Бакунець Петро Климович     | Сільський голова, 1954 року народження, член Партії регіонів              | 31.10.2010   | 18.03.2012      |
| Чагін Олександр Андрійович  | Сільський голова, 1961 року народження, освіта вища, член Партії регіонів | 18.03.2012   |                 |

Примітка: таблиця складена за даними сайту Верховної Ради України

### Депутати
За результатами місцевих виборів 2010 року депутатами ради стали:

#### За суб'єктами висування
| Суб'єкт висування         | Кількість обраних депутатів | %    |
| ------------------------- | --------------------------- | ---- |
| Партія регіонів           | 13                          | 81,3 |
| Самовисування             | 2                           | 12,5 |
| Українська Народна Партія | 1                           | 6,3  |

#### За округами
| № округу                  | Прізвище, ім'я, по батькові    | Дата визнання обраним | Освіта             | Партійна приналежність            | Відомості про обраного депутата                    |
| ------------------------- | ------------------------------ | --------------------- | ------------------ | --------------------------------- | -------------------------------------------------- |
| Партія регіонів           |                                |                       |                    |                                   |                                                    |
| 1                         | Петрунцо Івга Володимирівна    | 04.11.2010            | середня            | член Партії регіонів              | Щербанівська сільська рада, інспектор по обліку    |
| 2                         | Тарасенко Ірина Володимирівна  | 04.11.2010            | середня спеціальна | член Партії регіонів              | Щербанівська загальноосвітня школа, вчитель        |
| 4                         | Треножкіна Галина Олексіївна   | 04.11.2010            | вища               | член Партії регіонів              | Щербанівська загальноосвітня школа, директор       |
| 5                         | Білоконь Віра Миколаївна       | 04.11.2010            | вища               | член Партії регіонів              | НТЦ «ЛАН», агроном-садівник                        |
| 6                         | Димчишин Петро Павлович        | 04.11.2010            | середня            | член Партії регіонів              | пенсіонер                                          |
| 7                         | Діланян Ольга Миколаївна       | 04.11.2010            | середня            | член Партії регіонів              | НТЦ «ЛАН», технічний працівник                     |
| 8                         | Хандучко Людмила Олександрівна | 04.11.2010            | вища               | член Партії регіонів              | Щербанівська сільська рада, секретар               |
| 9                         | Кравченко Ольга Миколаївна     | 04.11.2010            | вища               | член Партії регіонів              | Щербанівська лікарняна амбулаторія, головний лікар |
| 10                        | Каньоса Лідія Григорівна       | 04.11.2010            | середня            | член Партії регіонів              | одноосібник                                        |
| 13                        | Доній Вікторія Вікторівна      | 04.11.2010            | середня спеціальна | член Партії регіонів              | Щевченківська початкова школа, директор            |
| 14                        | Голбан Віктор Іванович         | 04.11.2010            | вища               | член Партії регіонів              | Троїцька загальноосвітня школа, директор           |
| 15                        | Лісіцька Галина Володимирівна  | 04.11.2010            | середня спеціальна | член Партії регіонів              | Троїцька загальноосвітня школа, вчитель            |
| 16                        | Фомич Андрій Євгенович         | 04.11.2010            | незакінчена вища   | член Комуністичної партії України | тимчасово не працює                                |
| Українська Народна Партія |                                |                       |                    |                                   |                                                    |
| 11                        | Савчина Людмила Валентинівна   | 04.11.2010            | вища               | член Української Народної Партії  | підприємець                                        |
| Самовисування             |                                |                       |                    |                                   |                                                    |
| 3                         | Лубенцов Олександр Миколайович | 04.11.2010            | середня спеціальна | позапартійний                     | Вознесенське лісове господарство, лісник           |
| 12                        | Катанов Євген Євгенійович      | 04.11.2010            | середня            | позапартійний                     | одноосібник                                        |